# Walton on the Wolds
Walton on the Wolds är en civil parish i Storbritannien.   Den ligger i grevskapet Leicestershire och riksdelen England, i den södra delen av landet, 160 km norr om huvudstaden London. Antalet invånare är 250.